# Liste des plantes du Canada B
 Voici la liste des plantes du Canada. Les plantes indigènes au Canada sont indicées avec un  N, et les plantes introduites, le sont avec un  X.
A | B | C | D | E | F | G | H | I | J | K | L | M | N | O | P | Q | R | S | T | U | V | W | XYZ

## Ba
- Ballota
  - X Ballota nigra

- Balsamita
  - X Balsamita major

- Baptisia
  - X Baptisia australis
  - N Baptisia tinctoria

- Barbarea
  - N Barbarea orthoceras — barbarée à fruits dressés
  - X Barbarea vulgaris — herbe de Ste-Barbe, barbarée commune, herbe aux charpentiers

- Bartonia
  - N Bartonia paniculata sous-éspece paniculata — bartonie à étamines violettes, bartonie paniculé  Menacé 
  - N Bartonia virginica — bartonie de Virginie

- Bartsia
  - N Bartsia alpina — bartsie alpine

- Bassia
  - X Bassia hyssopifolia

## Be
- Beckmannia
  - N Beckmannia syzigachne — beckmannie à écailles unies

- Bellis
  - X Bellis perennis — pâquerette vivace, petite marguerite, fleur de Pâques, pâquerette commune

- Berberis
  - X Berberis aquifolium — mahonia à feuille de houx
  - X Berberis repens
  - X Berberis thunbergii — vinettier de Thunberg, épine-vinette de Thunberg
  - X Berberis vulgaris —  épine-vinette, berbéris vulgaire, vinettier
  - X Berberis × ottawensis (B. thunbergii × B. vulgaris) — épine-vinette d'Outaouais

- Berteroa
  - X Berteroa incana — berteroa blanche

- Berula
  - X Berula erecta

- Betula
  - N Betula alleghaniensis — bouleau jaune, merisier
  - N Betula papyrifera var. cordifolia — bouleau à feuilles cordées
  - N Betula glandulosa — bouleau glanduleux
  - N Betula lenta — merisier rouge, bouleau à sucre, bouleau flexible
  - N Betula minor — bouleau mineur
  - N Betula neoalaskana — bouleau d'Alaska
  - N Betula occidentalis — bouleau fontinal
  - N Betula papyrifera — bouleau à papier, bouleau blanc, bouleau à canots
  - X Betula pendula — bouleau blanc d'Europe, bouleau pleureur
  - N Betula populifolia — bouleau gris, bouleau à feuilles de peuplier
  - X Betula pubescens — bouleau pubescent
  - N Betula pumila — bouleau nain boréal
  - N Betula × neoborealis (B. occidentalis × B. pumila)
  - N Betula × purpusii (B. alleghaniensis × B. pumila)
  - N Betula × sandbergii (B. papyrifera × B. pumila) — bouleau de Sandberg
  - N Betula × sargentii (B. glandulosa × B. pumila) — bouleau de Sargent

## Bi
- Bidens
  - X Bidens aristosa
  - X Bidens bipinnata
  - N Bidens cernua — bident penché, fourchettes
  - N Bidens connata — bident à feuilles connées
  - N Bidens discoidea — bident discoïde
  - N Bidens frondosa — bident feuillu
  - N Bidens hyperborea — bident hyperboréal
  - N Bidens lævis
  - X Bidens pilosa
  - X Bidens polylepis
  - N Bidens tripartita — bident à trois divisions, chanvre d'eau
  - N Bidens vulgata — bident vulgaire

## Bl
- Blephilia
  - N Blephilia ciliata
  - N Blephilia hirsuta

- Blysmus
  - N Blysmus rufus

## Bo
- Boehmeria
  - N Boehmeria cylindrica — bœhméria cylindrique

- Bolboschoenus
  - N Bolboschoenus fluviatilis — scirpe fluviatile, bolboschœnus fluviatile
  - N Bolboschoenus maritimus — scirpe des marais salés, scirpe maritime, bolboschœnus des marais salée

- Borago
  - X Borago officinalis — bourrache officinale

- Botrychium
  - N Botrychium acuminatum — botryche acuminé
  - N Botrychium ascendens — botryche ascendante
  - N Botrychium campestre — botryche des champs, botryche champêtre
  - N Botrychium dissectum — botryche découpé
  - N Botrychium hesperium — botryche de l'Ouest
  - N Botrychium lanceolatum — botryche lancéolé
  - N Botrychium lunaria — langue-de-cerf, herbe-à-la-lune, botryche lunaire
  - N Botrychium matricariifolium — botryche à feuilles de camomille, botryche à feuilles de matricaire
  - N Botrychium minganense — botryche de minganie, botryche de Mingan
  - N Botrychium multifidum — botryche à feuille couchée, botryche multifide
  - N Botrychium oneidense — botryche du lac Onéida
  - N Botrychium pallidum — botryche pâle
  - N Botrychium pseudopinnatum
  - N Botrychium rugulosum — botryche du St-Laurent
  - N Botrychium simplex — botryche simple
  - N Botrychium spathulatum — botryche spatulé
  - N Botrychium virginianum — fougère-à-grappes, botryche de Virginie

- Bouteloua
  - N Bouteloua curtipendula — grand boutelou

## Br
- Brachyelytrum
  - N Brachyelytrum erectum variété erectum — brachyélytrum dressé
  - N Brachyelytrum erectum variété glabratum

- Brasenia
  - N Brasenia schreberi — brasénie de Schreber

- Brassica
  - X Brassica juncea — moutarde de l'Inde, moutarde joncée, chou faux fone, moutard jonciforme, moutard de Sarepta
  - X Brassica napus — navet fourrager, navet potager, chou navet, rutabaga, navet de Suède, chou colza, colza de printemps, colza d'hiver
  - X Brassica nigra — moutarde noire
  - X Brassica oleracea — chou commun, chou-fleur, chou de Bruxelles, chou potager, chou de Savoie, chou rouge, chou frisé

- Braya
  - N Braya humilis — braya délicate

- Briza
  - X Briza maxima — brize grande
  - X Briza media

- Bromus
  - X Bromus aleutensis — brome d'Aleut
  - X Bromus arvensis
  - X Bromus briziformis
  - X Bromus carinatus
  - N Bromus ciliatus — brome cilié
  - X Bromus commutatus
  - X Bromus danthoniæ
  - X Bromus erectus — brome érigé, brome dressi
  - X Bromus hordeaceus
  - X Bromus inermis sous-éspece inermis — brome inerme
  - N Bromus kalmii — brome de Kalm
  - N Bromus latiglumis
  - N Bromus nottowayanus — brome de Nottoway
  - N Bromus pubescens — brome pubescente
  - N Bromus pumpellianus sous-éspece pumpellianus — brome de Pumpell
  - X Bromus racemosus
  - X Bromus secalinus — brome des seigles
  - X Bromus squarrosus
  - X Bromus sterilis
  - X Bromus tectorum
  - X Bromus × pseudothominii (B. hordeaceus × B. lepidus)

## Bu
- Buchnera
  - N Buchnera americana —  Menacé

- Buddleja
  - X Buddleja davidii — arbre à papillon, buddleja de David

- Buglossoides
  - X Buglossoides arvensis — grémil des champs

- Bulbostylis
  - N Bulbostylis capillaris

- Bupleurum
  - X Bupleurum rotundifolium

- Butomus
  - X Butomus umbellatus — butome à ombelle